# Mari Akasaka
Mari Akasaka (jap. 赤坂 真理, Akasaka Mari; * 13. Mai 1964 in Suginami, Tokio) ist eine japanische Schriftstellerin der J-Bungaku.

## Leben
Mari Akasaka wurde 1964 in Suginami geboren und lebt auch heute noch dort. Sie studierte Politikwissenschaften an der Keiō-Universität und arbeitet zurzeit hauptsächlich als Zeitschriftenredakteurin. Nebenberuflich hat sie bisher mehrere Romane veröffentlicht.
1999 wurde ihr Roman Vibration für den Akutagawa-Preis nominiert. Im Jahr 2000 wurde sie nochmals für den Akutagawa-Preis nominiert, diesmal für die Erzählung Muse, die schließlich mit dem Noma-Literaturpreis für Debütanten ausgezeichnet wurde.
Vibration ist ihr erstes Buch, das in deutscher Übersetzung erhältlich ist. Es wurde 2003 in Japan verfilmt (u. a. mit Shinobu Terajima). Für Tōkyō Prison (東京プリズン) erhielt sie 2012 den Mainichi-Kulturpreis sowie 2013 den Murasaki-Shikibu-Literaturpreis.

## Werke
- Kibakusha (起爆者). 1993.
- Chō no Hifu no Shita (蝶の皮膚の下, etwa: „Unter der Haut eines Schmetterlings“). 1997.
- Vaiburēta (ヴァイブレータ). 1998.
  - Vibrator. ins Englische übersetzt von Michael Emmerich. Faber & Faber, London 2006, ISBN 0-571-21087-2.
  - Vibration. übersetzt von Sabine Mangold.[1][2] Deutsche Verlagsanstalt, München 2005, ISBN 3-421-05518-1.
- Vanille. 1999.
- Calling. 1999.
- Muse (ミューズ, dt. „Die Muse“). 1999.
- Kare ga kanojo no onna datta koro (彼が彼女の女だった頃). 2003.
- Tōkyō Prison (東京プリズン). 2012.
- Hako no naka no ten'nō (箱の中の天皇, dt. Kaiser in der Kiste). 2019, ISBN 978-4-309-02775-3.
- Ai to sei to sonzai no hanashi (愛と性と存在のはなし, dt. Geschichte von Liebe, Sex und Existenz). 2020, ISBN 978-4-14-088640-3.

## Weblink
- Mari Akasaka bei Facebook, abgerufen am 24. August 2016